# Torneo de Mallorca 2021
El Mallorca Championships 2021 fue un torneo de tenis en césped al aire libre que se jugó en Santa Ponsa, Mallorca (España) del 19 al 26 de junio de 2021.

## Distribución de puntos
| Modalidad            | Campeón | Finalista | Semifinales | Cuartos de final | 2ª ronda | 1ª ronda | Clasificados | 2ª ronda de clasificación | 1ª ronda de clasificación |
| Individual masculino | 250     | 165       | 100         | 50               | 25       | 0        | 13           | 7                         | 0                         |
| Dobles masculino     | 250     | 150       | 90          | 45               | 20       | 0        | -            | -                         | -                         |

## Cabezas de serie

### Individuales masculino
| Tenista          | Ranking | Preclasificado |
| Daniil Medvédev  | 2       | 1              |
| Dominic Thiem    | 5       | 2              |
| Roberto Bautista | 10      | 3              |
| Pablo Carreño    | 12      | 4              |
| Casper Ruud      | 15      | 5              |
| Karen Jachanov   | 27      | 6              |
| Ugo Humbert      | 31      | 7              |
| Dušan Lajović    | 40      | 8              |

- Ranking del 14 de junio de 2021.[2]

### Dobles masculino
| Tenista                            | Ranking | Preclasificado |
| Marcel Granollers Horacio Zeballos | 18      | 1              |
| Marcus Daniell Philipp Oswald      | 82      | 2              |
| Oliver Marach Aisam-ul-Haq Qureshi | 85      | 3              |
| Simone Bolelli Máximo González     | 91      | 4              |

## Campeones

### Individual masculino
Daniil Medvédev venció a  Sam Querrey por 6-4, 6-2

### Dobles masculino
Simone Bolelli /  Máximo González vencieron a  Novak Djokovic /  Carlos Gómez Herrera por w/o